# Plymouth (Nou Hampshire)
Plymouth és una població dels Estats Units a l'estat de Nou Hampshire. Segons el cens del 2000 tenia 5.892 habitants.

## Demografia
Segons el cens del 2000, Plymouth tenia 5.892 habitants, 1.678 habitatges, i 941 famílies. La densitat de població era de 80,1 habitants per km².
Dels 1.678 habitatges en un 29,4% hi vivien nens de menys de 18 anys, en un 43,4% hi vivien parelles casades, en un 0% dones solteres, i en un 43,9% no eren unitats familiars. En el 27,1% dels habitatges hi vivien persones soles el 8,8% de les quals corresponia a persones de 65 anys o més que vivien soles. El nombre mitjà de persones vivint en cada habitatge era de 2,51 i el nombre mitjà de persones que vivien en cada família era de 3,05.
Per edats la població es repartia de la següent manera: un 16,2% tenia menys de 18 anys, un 43,4% entre 18 i 24, un 17,9% entre 25 i 44, un 14,7% de 45 a 60 i un 7,8% 65 anys o més.
L'edat mediana era de 22 anys. Per cada 100 dones de 18 o més anys hi havia 99,9 homes.
La renda mediana per habitatge era de 35.618$ i la renda mediana per família de 43.797$. Els homes tenien una renda mediana de 33.289$ mentre que les dones 20.565$. La renda per capita de la població era de 14.766$. Entorn del 6,2% de les famílies i el 18,6% de la població estaven per davall del llindar de pobresa.